# چبیسزئو
چبیسزئو (به لاتین: Trzebiszewo) یک سکونتگاه مسکونی در لهستان است که در Gmina Skwierzyna واقع شده‌است.

## خصوصیات
چبیسزئو ۶۴۰ نفر جمعیت دارد.